# Villanueva Mesía
Villanueva Mesía – gmina w Hiszpanii, w prowincji Grenada, w Andaluzji, o powierzchni 11,18 km². W 2011 roku gmina liczyła 2108 mieszkańców.
Villanueva Mesía to gmina na zachodzie Granady, obszar graniczny między prowincjami Granada, Jaén, Malaga i Córdoba, który pozostał przez ponad dwa wieki jako granica między Królestwem Granady a chrześcijańskim królestwem Kastylii.